# Scaphytopius contractus
Scaphytopius contractus är en insektsart som beskrevs av Hepner 1946. Scaphytopius contractus ingår i släktet Scaphytopius och familjen dvärgstritar. Inga underarter finns listade i Catalogue of Life.